# Gliese 480.1
Gliese 480.1 is een rode dwerg met een spectraalklasse van M3.V. De ster bevindt zich 26,26 lichtjaar van de zon.